# Marcus Sasser
Pour les articles homonymes, voir Marcus.
Marcus Jerome Sasser Jr., né le  21 septembre 2000 à Dallas dans le Texas, est un joueur américain de basket-ball évoluant au poste de meneur et mesurant 1,86 m.

## Biographie

### Carrière universitaire
Entre 2019 et 2023, il joue pour les Cougars de Houston à l'université de Houston.

### Carrière professionnelle

#### Pistons de Détroit (depuis 2023)
Le 22 juin 2023, il est sélectionné à la 25e position de la draft 2023 de la NBA par les Grizzlies de Memphis. Le soir-même, il est transféré aux Pistons de Détroit.

## Palmarès

### Universitaire
- Consensus first-team All-American en 2023
- Jerry West Award en 2023
- AAC joueur de l'année en 2023
- First-team All-AAC en 2023
- Second-team All-AAC en 2021
- AAC All-Freshman Team en 2020

## Statistiques

### Universitaires
| Saison    | Équipe   | Matchs | Titul. | Min./m | % Tir | % 3pts | % LF | Rbds/m. | Pass/m. | Int/m. | Ctr/m. | Pts/m. |
| --------- | -------- | ------ | ------ | ------ | ----- | ------ | ---- | ------- | ------- | ------ | ------ | ------ |
| 2019-2020 | Houston  | 30     | 17     | 23,9   | 36,3  | 35,2   | 75,8 | 2,40    | 1,73    | 0,63   | 0,10   | 8,13   |
| 2020-2021 | Houston  | 29     | 28     | 31,8   | 38,0  | 33,5   | 85,2 | 2,62    | 2,24    | 1,38   | 0,03   | 13,72  |
| 2021-2022 | Houston  | 12     | 12     | 31,9   | 43,7  | 43,7   | 74,4 | 2,83    | 2,58    | 2,08   | 0,08   | 17,67  |
| 2022-2023 | Houston  | 36     | 33     | 30,8   | 43,8  | 38,4   | 84,8 | 2,83    | 3,08    | 1,61   | 0,17   | 16,78  |
| Carrière  | Carrière | 107    | 90     | 29,3   | 40,6  | 36,9   | 82,4 | 2,65    | 2,42    | 1,33   | 0,10   | 13,63  |

### Professionnelles
| Saison    | Équipe   | Matchs | Titul. | Min./m | % Tir | % 3pts | % LF | Rbds/m. | Pass/m. | Int/m. | Ctr/m. | Pts/m. |
| --------- | -------- | ------ | ------ | ------ | ----- | ------ | ---- | ------- | ------- | ------ | ------ | ------ |
| 2023-2024 | Détroit  | 71     | 11     | 19,0   | 42,8  | 37,5   | 87,9 | 1,76    | 3,32    | 0,62   | 0,17   | 8,25   |
| Carrière  | Carrière | 71     | 11     | 19,0   | 42,8  | 37,5   | 87,9 | 1,76    | 3,32    | 0,62   | 0,17   | 8,25   |

## Records sur une rencontre en NBA
Les records personnels de Marcus Sasser en NBA sont les suivants :
| Type de statistique        | Saison régulière | Saison régulière                  | Saison régulière  |
| Type de statistique        | Record           | Adversaire                        | Date              |
| -------------------------- | ---------------- | --------------------------------- | ----------------- |
| Points                     | 26               | @ Bucks de Milwaukee              | 8 novembre 2023   |
| Paniers marqués            | 11               | @ Bucks de Milwaukee              | 8 novembre 2023   |
| Paniers tentés             | 17               | @ Bucks de Milwaukee              | 8 novembre 2023   |
| Paniers à 3 points réussis | 5                | 2 fois                            | 2 fois            |
| Paniers à 3 points tentés  | 8                | @ Pelicans de La Nouvelle-Orléans | 2 novembre 2023   |
| Lancers francs réussis     | 2                | 4 fois                            | 4 fois            |
| Lancers francs tentés      | 2                | 4 fois                            | 4 fois            |
| Rebonds offensifs          | 1                | 3 fois                            | 3 fois            |
| Rebonds défensifs          | 6                | @ Bucks de Milwaukee              | 8 novembre 2023   |
| Rebonds totaux             | 6                | @ Bucks de Milwaukee              | 8 novembre 2023   |
| Passes décisives           | 8                | Lakers de Los Angeles             | 29 novembre 2023  |
| Interceptions              | 4                | Trail Blazers de Portland         | 1er novembre 2023 |
| Contres                    | 1                | 3 fois                            | 3 fois            |
| Balles perdues             | 3                | 2 fois                            | 2 fois            |
| Minutes jouées             | 35               | 76ers de Philadelphie             | 10 novembre 2023  |

- Double-double : 0
- Triple-double : 0

Dernière mise à jour : 10 décembre 2023